# کلینتون (آیووا)
کلینتون (به انگلیسی: Clinton) یکی از شهرهای آیووا در کشور آمریکا است.
جمعیت این شهر طبق آماری گرفته شده در سال 2000 معال 772 27 نفر بوده است. اسم این شهر به پاس بزرگداشت فرماندار ایالت نیویورک «دیوایت کلینتون» بر روی آن گذاشته شد.